# Karl-Heinz Reuband
Karl-Heinz Reuband (* 18. Mai 1946 in Hamburg) ist ein deutscher Soziologe und emeritierter Professor der Heinrich-Heine-Universität Düsseldorf.
Reuband studierte von 1966 bis 1974 Soziologie, Psychologie und Sozialpädagogik an der Universität Hamburg und der Universität Köln. 1974 promovierte er in Hamburg, 1990 habilitierte er in Köln. Nach einer Lehrstuhlvertretung für Soziologie an der Universität Trier (1991/1992) war Reuband von 1993 bis 1997 Professor für Methoden der empirischen Sozialforschung an der TU Dresden. Seit 1997 ist er Professor für Soziologie an der Heinrich-Heine-Universität in Düsseldorf.

## Schriften (Auswahl)
- als Herausgeber: Oper, Publikum und Gesellschaft. Springer VS, Wiesbaden 2018, ISBN 978-3-658-12925-5.
- Soziale Determinanten des Drogengebrauchs. Eine sozialwissenschaftliche Analyse des Gebrauchs weicher Drogen in der Bundesrepublik Deutschland. Westdeutscher Verlag, Opladen 1994, ISBN 978-3-531-12584-8.
- Drogenkonsum und Drogenpolitik. Deutschland und die Niederlande im Vergleich.  Leske und Budrich, Opladen 1992, ISBN 978-3-8100-1002-5.
- mit  Herbert Berger und Ulrike Widlitzek: Wege in die Heroinabhängigkeit. Zur Entwicklung abweichender Karrieren. Juventa-Verlag, München 1980, ISBN 978-3-7799-0649-0.
- Differentielle Assoziation und soziale Schichtung. Dissertationsschrift, Universität Hamburg 1974.